# Glina (Ilfov)
Pour les articles homonymes, voir Glina.
Glina est une commune du județ d'Ilfov en Roumanie.